# Dąbrówka kosmata

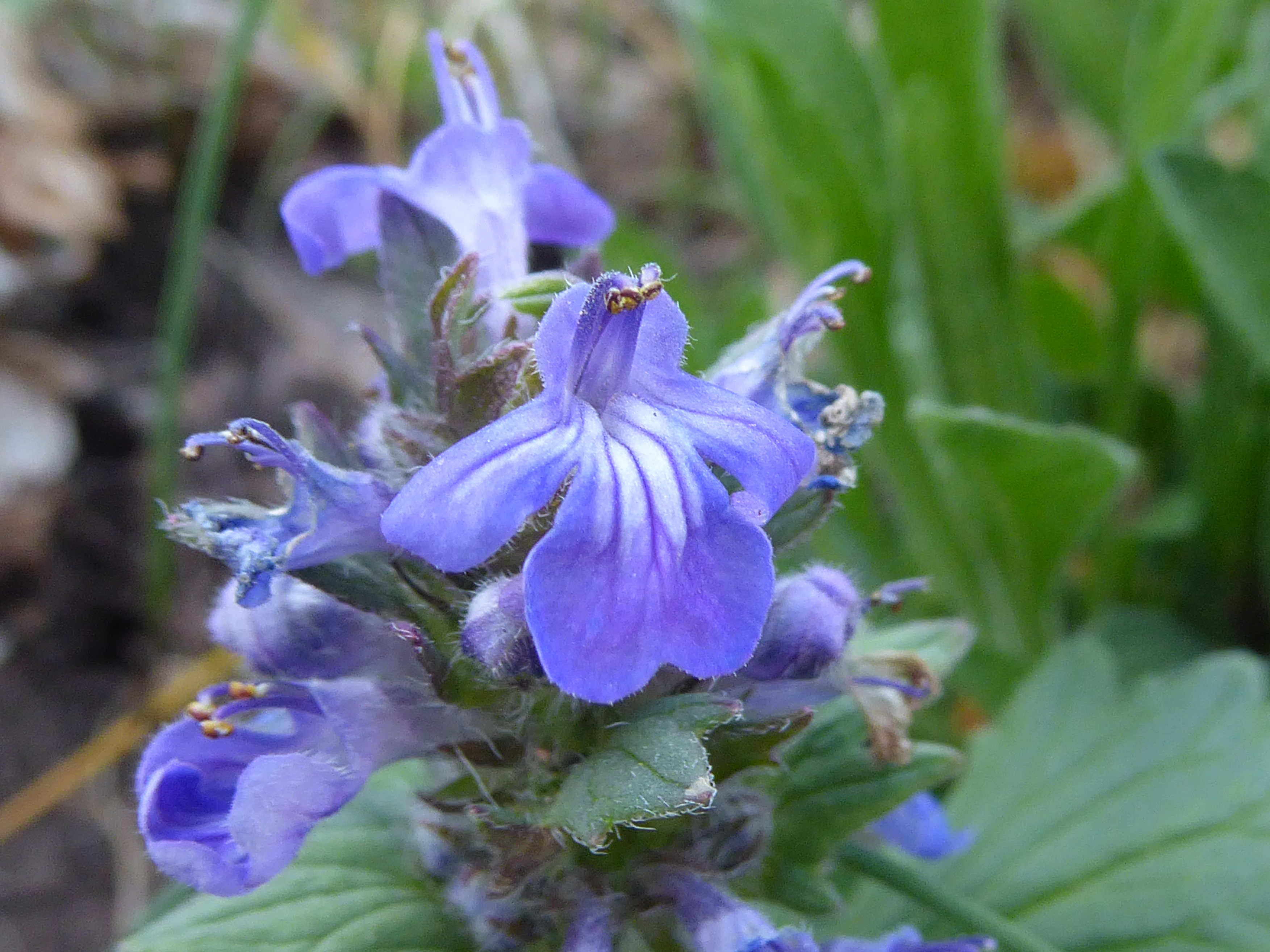
Kwiaty

Dąbrówka kosmata, d. genewska (Ajuga genevensis L.) – gatunek należący do rodziny jasnotowatych. Występuje w stanie dzikim na terenie Europy i Azji, w tym całej Polski. Gatunek wprowadzony do flory USA, rozprzestrzenił się na obszarze od stanu Illinois do Nowego Jorku, od Nowej Anglii na południe do Maryland.

## Morfologia
PokrójTworzy kępy. Cała roślina jest kosmato owłosiona. Nie tworzy rozłogów.
ŁodygaSzarozielona, owłosiona od samej nasady. Zależnie od odmiany osiąga 10–25 cm wysokości. Ma płożące pędy, chociaż jest mniej ekspansywna niż dąbrówka rozłogowa.
LiścieZebrane w rozetę. Owalne, trwałe, ciemnozielone. Niektóre odmiany mają pstrokate zabarwienie. Najwyższe podsadki są przeważnie 3-klapowe i krótsze, lub nieco dłuższe od kwiatów.
KwiatyKwiaty ciemnoniebieskie lub różowe, zebrane w kwiatostan, ułożone w pozorne okółki na przemian z liśćmi. Dolna warga korony ma długość 6–9 mm, jej środkowa łatka szerokość 4–8 mm. Nitki pręcików są owłosione.

## Biologia i ekologia
Bylina, hemikryptofit. Kwitnie od maja do sierpnia. Porasta zacienione, trudno dostępne miejsca, także skarpy. Rośnie w świetlistych lasach i zaroślach, suchych murawach. W klasyfikacji zbiorowisk roślinnych gatunek charakterystyczny dla Cl. Festuco-Brometea.  

## Zmienność
- Tworzy mieszańce z dąbrówką piramidalną i d. rozłogową[4].
- Występuje u nas 3 odmianach.

- Kultywary (wybór): 'Pink Beauty'  – odmiana o różowych kwiatach.

## Zagrożenia i ochrona
W Polsce gatunek rzadki, uznany na wielu obszarach, w tym na terenie Biebrzańskiego Parku Narodowego za zasługujący na ochronę lokalną.

## Zastosowanie
Roślina ozdobna. Rozmnaża się jesienią lub wiosną, najczęściej przez podział kęp. Nadaje się na skalniaki. Preferuje stanowiska od słonecznych przez półcieniste do cienistych. Toleruje więcej słońca niż inne gatunki dąbrówki. Znosi mrozy do -35 °C. Rośnie na glebach dowolnego typu, wymaga odpowiedniej, stałej wilgotności.